# Больше (Казахстан)
Больше́ (каз. Большое) — село у складі Федоровського району Костанайської області Казахстану. Входить до складу Пішковського сільського округу.
Населення — 89 осіб (2021; 116 у 2009, 159 у 1999, 224 у 1989).